# Darya Kravets
Darya Kravets, née le 21 mars 1994 à Donetsk, est une footballeuse internationale ukrainienne évoluant au poste de défenseure.

## Biographie

### Carrière en club
Alors que Darya Kravets commence par un autre sport, le cyclisme sur route, à l'âge de neuf ans, elle choisit finalement le football à l'âge de 14 ans et fait ses débuts séniors au FC Legenda Tchernihiv en 2011. Elle rejoint ensuite les clubs de Kalush puis Kharkiv, avant de partir en Russie, en Israël et au Kazakhstan. La défenseure participe à la Ligue des champions 2018-2019 avec le BIIK Kazygurt et affronte le FC Barcelone en seizièmes de finale.
Darya Kravets rejoint la France à l'été 2019 en signant au Stade de Reims, pour le retour du club parmi l'élite en D1.

### Carrière en sélection
Darya Kravets est appelée régulièrement en équipe nationale d'Ukraine depuis 2014 et participe notamment aux différents matchs de qualifications pour les compétitions internationales.

## Statistiques
| Saison                | Club                  | Championnat           | Championnat | Championnat | Coupe(s) nationale(s) | Coupe(s) nationale(s) | Total | Total |
| Saison                | Club                  | Division              | M.          | B.          | M.                    | B.                    | M.    | B.    |
| 2019-2020             | Stade de Reims        | Division 1            | 9           | 0           | 3                     | 0                     | 12    | 0     |
| 2020-2021             | Stade de Reims        | Division 1            | 12          | 1           | 1                     | 0                     | 13    | 1     |
| 2021-2022             | ACF Fiorentina        | Serie A               | 18          | 0           | 3                     | 0                     | 21    | 0     |
| 2022-2023             | FC Como women         | Serie A               | 15          | 0           | 1                     | 0                     | 16    | 0     |
| Total sur la carrière | Total sur la carrière | Total sur la carrière | 55          | 1           | 7                     | 0                     | 62    | 1     |

## Palmarès

### En club
BIIK Kazygurt
- Championnat du Kazakhstan (3)
  - Vainqueur : 2016, 2017 et 2018
- Coupe du Kazakhstan (3) 
  - Vainqueur : 2016, 2017 et 2018.